# Gambit Blackburne Shilling
El gambit Blackburne Shilling és un nom donat una mica sarcàsticament a una variant d'obertura, derivada d'una subvariant de l'obertura italiana, que comença:
1.e4 e5
2.Cf3 Cc6
3.Ac4 Cd4 ?!
Hom l'anomena també gambit Kostić després que el Gran Mestre serbi Borislav Kostić el jugués a començaments del segle xx.
|  |

## Història
Wilhelm Steinitz fou l'autor de la primera menció coneguda d'aquesta variant, el 1895 a l'Addenda a la seva obra Modern Chess Instructor, 2a part. La partida més antiga amb la variant a chessgames.com és Dunlop–Hicks, campionat d'escacs de Nova Zelanda, de 1911. Una altra partida antiga, mencionada per Bill Wall, és Muhlock–Kostić, Colònia, 1912.

## Anàlisi
El tercer moviment de les negres és, objectivament parlant, feble, i una pèrdua de temps. Steinitz recomanava 4.0-0 o bé 4.Cxd4 com a bones respostes. El Mestre Internacional Jeremy Silman indica que les blanques tenen avantatge després de 4.0-0, 4.c3, o 4.Cc3. Recomana com a millor 4.Cxd4! exd4 5.c3 d5 6.exd5 De7+ 7.Rf1 +/=, quan 5...Ac5? perdria un peó a causa de 6.Axf7+! Rxf7 7.Dh5+.
L'única virtut de 3...Cd4 és que planteja un parany al qual han caigut molts jugadors. Després de la natural 4.Cxe5!?, les negres guanyen material amb 4...Dg5! i ara la jugada òbvia 5.Cxf7?? perd a causa de 5...Dxg2 6.Tf1 Dxe4+ 7.Ae2 Cf3#, un mat de la coça. Aquest parany és el que dona nom a la línia; el mestre anglès Joseph Henry Blackburne el feia servir per guanyar xílings (shillings en anglès) als aficionats. De tota manera, Wall ha qüestionat això, indicant que no hi ha cap partida documentada de Blackburne fent servir l'obertura.
L'obertura no és un gambit real, ja que les blanques no poden prendre el peó d'e5 sense perdre material. De tota manera, després de 4.Cxe5 Dg5, les blanques encara poden mantenir una partida jugable amb 5.Axf7+!. Steinitz va escriure que aquest moviment, "seguit de l'enroc, és ara la millor oportunitat pel blanc, i en certa manera, és prometedora, considerant que té dos peons i atac per la peça". Després de 5...Re7? (5...Rd8!? 6.0-0 [6.Cg4? Ch6!−+] +/=) 6.0-0 Dxe5 7.Axg8 (7.Ac4 també és possible) Txg8 8.c3 Cc6 (8...Ce6 9.d4! Dxe4? 10.d5 Cf4?? 11.Te1 clava la dama negra i guanya; Silman analitza 9...Df6 10.f4 quan "amb dos peons i atac a canvi de la peça sacrificada, la compensació blanca no està en dubte".) 9.d4, les blanques tenen dos peons de més, un fort centre, i avantatge de desenvolupament, combinat amb la incòmoda posició del rei negre, cosa que els dona una forta compensació pel cavall sacrificat. G. Chandler–NN, Stockbridge 1983, va acabar 9...Da5? (9...Df6 10.e5 Df7 seria millor) 10.d5 Ce5? 11.Dh5! Cf7? (11...d6 12.Ag5+ Rd7 13.Dxh7 també guanya per les blanques) 12.d6+! 1–0 (en vista de 13.Dxa5).
Graham Burgess escriu que 3...Cd4 també és coneguda com a parany de "Oh my God!" ("Oh, Déu meu"), ja que per a enganyar les blanques, el jugador de negres se suposa que ha de fer aquesta exclamació, pretenent haver comès un greu error deixant-se el peó-e. Burgess condemna aquest comportament com a poc ètic, i destaca que el parany, si és evitat, deixa les blanques amb un gran avantatge.